# Wouter Dekkers
Wouter Dekkers is een Nederlands manager en directeur die werkzaam is in de pretparkwereld.

## Loopbaan

### Eerste betrekking
Toen Dekkers klaar was met zijn studies voor boekhouder, ging hij werken bij een accountancybureau. Later kwam hij via dat bureau terecht bij KPMG, waar hij onder andere voor de spoorwegen werkte. Nog later ging hij voor Arcadis werken.

### Six Flags Holland
Na twaalf jaar als accountant te hebben gewerkt, in het jaar 2000, zocht hij een andere betrekking.
Dat jaar was net de verkoop geschied van de pretparken in de Walibi Group, van Eddy Meeùs, aan de Amerikaanse pretparkengroep Six Flags. Door deze overname was Six Flags op zoek naar veel nieuw personeel voor sommige parken die ze grondig hadden uitgebreid met grote attracties naar Amerikaans voorbeeld. Walibi Holland (toen Walibi Flevo geheten, en door Six Flags hernoemd naar Six Flags Holland) was zo'n park. Dekkers las een jobadvertentie in de krant voor financieel directeur bij dat park, en ging er solliciteren. Uiteindelijk mocht hij er aan de slag gaan. Hij was er verantwoordelijk voor financiën en personeelszaken.
Dekkers maakte zijn debuut in de pretparkwereld dus onder Six Flags. Deze trok zich in 2004 echter terug uit Europa, want hun Europese parken maakten verlies doordat Six Flags dezelfde aanpak hanteerde als in Amerika maar de markt in Europa erg verschillend is. De strategie van Six Flags werkte niet. De parken werden overgelaten aan Palamon Capital Partners onder de noemer Star Parks, waar Dekkers ook financieel directeur werd en een belangrijke rol speelde.

### Movie Park Germany
Ondertussen is Dekkers nog steeds financieel directeur in Six Flags Holland, dat in 2005 opnieuw de deuren opent als Walibi World. Later dat jaar wordt hem gevraagd om naar Movie Park Germany (toen Warner Brothers Movie World) te gaan, om tijdelijk de financieel directeur aldaar te vervangen en verder ondersteuning te bieden en naar een verkoop van het park toe te werken. Voor dat park zag het er immers veel minder rooskleurig uit dan voor de andere parken van Star Parks. Het was de bedoeling dat hij daar 3 maanden zou blijven.
In 2007 echter is Dekkers er nog steeds aan het werk. Inmiddels waren alle Star Parks-parken alweer verkocht, op Movie Park (Warner Brothers Movie World) na, dat nog steeds verlies maakte. Wanneer de directeur van het park (Andreas Stickel) dat jaar opstapt, wil Palamon het park sluiten, maar stuitte daarbij - logischerwijs - op verzet van de personeelsleden. Uiteindelijk wordt Dekkers 'gepromoveerd' tot algemeen directeur. Het verschil tussen die twee functies is uiteindelijk niet zo groot: waar de financieel directeur vooral voorbereidend werk doet en advies geeft, is de algemene directie dan weer verantwoordelijk voor de uiteindelijke beslissingen. Dekkers werkte samen met het personeel een toekomstplan uit om het park te behouden. Dat plan draaide positief uit en het park mocht blijven. In 2007 veranderde het park van naam. De eerste projecten die vervolgens onder Dekkers' gezag tot een goed einde werden gebracht, zijn de Santa Monica Pier (2007), Nickland (2008). Het park raakte weer aan de beterhand en wordt in 2010 als laatste "Star Park" verkocht aan Parques Reunidos, vier jaar later dan de zes andere parken.
Na de aankoop wil Parques Reunidos meteen investeren in een goede nieuwe attractie. In 2011 krijgt Wouter Dekkers naamsbekendheid binnen de pretparkwereld met de bouw van de indoorachtbaan Van Helsing's Factory. In 2014 zet hij zijn naam opnieuw op de kaart door de bouw van een nieuwe belevingstunnel, de eerste van Europa: The Lost Temple. Deze attractie werd zo goed onthaald dat Movie Park dat jaar een recordaantal bezoekers ontving. Een jaar later opende in het Belgische Bobbejaanland, ook in het bezit van Parques Reunidos, meteen eenzelfde attractie: The Forbidden Caves.

### Attractie- & Vakantiepark Slagharen

#### Intern en opvolging
Eind 2014 wordt Dekkers gevraagd of hij directeur zou willen worden in het Nederlandse Attractiepark Slagharen, waar hij (Angelique Klar) opvolgde. De directiewissel in Movie Park Germany gebeurt op dezelfde  manier als hoe Dekkers zeven jaar geleden directeur werd: Thorsten Backhaus, de financieel directeur van toen, neemt de fakkel over.
In Slagharen drukte Dekkers meteen zijn stempel op het park door het nieuwe zwembad dat er gebouwd wordt, Aqua Mexicana, volledig te herzien. Ook wordt onmiddellijk een buitengedeelte aangelegd. "Als we het nu niet doen, zal het er nooit van komen", zei Dekkers daarover. Daarnaast herzag hij het park ook achter de schermen, waar hij onder andere de financiële dienst herzag.

#### Attractiepark
De jaren daarna waren Dekkers' grootste wapenfeiten binnen het attractiepark de restauratie van zoveel mogelijk klassieke attracties om hun levensduur te verlengen, en het herthematiseren ervan. Zo kregen in 2015 en 2016 respectievelijk Apollo, de unieke zweefmolen van het park en Octopus, de polyp van het park (beiden van Schwarzkopf) een volledige revisie: alle onderdelen werden uit elkaar gehaald en indien nodig vervangen. Apollo werd in oorspronkelijke staat weer opgebouwd, maar Octopus werd hierbij ook van thema naar een western-thema veranderd en kreeg een nieuwe naam: de vissen maken plaats voor stieren, en de attractie heropende als El Torito.
Slagharen had namelijk de reputatie een kermispark te zijn, onder andere doordat er veel oude attracties te vinden zijn die in de meeste andere parken allang verdwenen zijn, maar ook door het soms niet samenhangende thema. Dekkers' plan met Slagharen is om de attracties allemaal binnen eenzelfde thema te doen passen, zodat het park uiteindelijk één geheel vormt. Dekkers bedoeling was daarom om de eerste jaren vooral veel onderhoud te plegen, waarna in de toekomst weer nieuwe attracties konden worden aangekocht.
Ook onder andere Tomahawk, een Troika van Huss, werd in deze periode grondig gerenoveerd. Daarnaast wordt in 2015 ook een relatief groot bedrag gespendeerd aan revisie van Thunder Loop. De baan was eerder afgekeurd en mocht niet meer openen voor publiek, maar door hem onder andere opnieuw te stabiliseren - de attractie die op een grasveld staat opgesteld was na vele jaren dienst lichtjes weggezakt - slaagde het park erin om de attractie opnieuw operationeel te krijgen. Mits er genoeg geld wordt in gestopt, wou Dekkers de baan zeker nog een paar jaar houden.
Begin juni 2016 kondigde Dekkers uiteindelijk aan wat er al twee jaar zat aan te komen: Thunder Loop is op, en het is beter om te stoppen met er geld in te pompen en meteen in een nieuwe achtbaan te investeren. Thunder Loop zal sluiten en vervangen worden door een nieuwe achtbaan in westernstijl: Gold Rush. Er werd ook nagedacht om een deel van Thunder Loop, die de eerste looping-achtbaan van Nederland was, als monument een blijvende plaats te geven in het park. Dit gebeurde uiteindelijk echter niet, omdat de baan niet naar de schroothoop werd verwezen, maar verkocht is aan iemand die de baan restaureerde en daarna opnieuw aan een pretpark verkocht.
In tegenstelling tot Typhoon in Bobbejaanland die vaak niet als waardige vervanger voor hun Looping Star wordt beoordeeld, is Gold Rush een schot in de roos en vervangt deze Thunder Loop wél waardig. Gold Rush is een Infinity Coaster van Gerstlauer met een lancering in drie fasen naar 95 km/h. Er zitten twee inversies in de baan, en de treinen maken gebruik van heupbeugels, net zoals Thunder Loop.
In 2017 werd afscheid genomen van de pony's in het park, zodat opnieuw heel wat ruimte vrijkwam. Deze werd in 2018 opgevuld met een klim- en klauterparcours met een rollglider, het zogenaamde Black Hill Ranger Path, voor een meerprijs toegankelijk voor bezoekers van het attractiepark en gratis voor vakantiegasten.
Voor seizoen 2018 ging ook de volledige inkomzone van het park op de schop, waarbij een lange laan werd aangelegd tot aan een groots inkomgebouw. Deze lange laan zou een jaar later weer opgebroken worden om een tunnel aan te leggen van de parking tot aan de parkingang. Veel mensen liepen namelijk over de straat in plaats van over de stalen brug, dus besloot Dekkers deze af te breken en te vervangen door een voetgangerstunnel.

#### Vakantiepark
Eind 2015 - begin 2016 werd een grootschalige renovatie gedaan van de huisjes in het vakantiepark. De 'Cowboy Cottages' kregen hierbij een volledig vernieuwd interieur. Daarnaast werd gestart met een nieuw stuk vakantiepark met grotere huisjes, de Raccoon Lodges. Deze bieden plaats aan 8 personen en zijn veel luxueuzer dan de andere huisjes. Ze liggen bovendien verder van het park af, waardoor geen geluid uit het park tot bij de verblijven te horen is.
Nu er verblijfsgelegenheid genoeg is met de nieuwe huisjes, verblijven in 2017 voor het laatst mensen in de verouderde vakantiehuisjes achter het reuzenrad, een stuk vakantiepark dat tussen de straat en het park ligt en niet op de andere huisjes aansluit. De huisjes werden afgebroken met als doel dat de ruimte in de toekomst bij het attractiepark wordt getrokken.

### Tropical Islands Resort
Begin 2019 maakte Dekkers bekend dat hij opnieuw voor een nieuwe uitdaging gaat: hij ruilt Slagharen in voor Tropical Islands, het grootste indoor waterpark van Europa. In december 2018 raakte bekend dat Parques Reunidos het park had gekocht. In Slagharen wordt hij opgevolgd door toenmalig operationeel directeur Wouter Pops. Eind september 2021 werd bekend dat Dekkers benoemd werd tot Corporate development director bij moedermaatschappij Parques Reunidos.

## Privé
Dekkers is getrouwd en heeft drie kinderen, een zoon en twee dochters. 